# Cultura abriense
La cultura abriense fue una cultura que habitó el altiplano cundiboyacense (en la zona de la actual Bogotá, capital de Colombia) desde el período Paleoíndio hasta la llegada de la cultura muisca (en el siglo VI a. C.
Su nombre proviene de la hacienda El Abra, ubicada en Zipaquirá donde se realizaron los primeros hallazgos arqueológicos.
Hasta mediados del siglo XX se consideró que los muiscas habían sido el primer pueblo que había habitado el altiplano cundiboyacense. Pero en 1967, cuando se obtuvo por primera vez en Colombia una secuencia estratificada de instrumentos líticos, asociados con huesos de animales y fragmentos de carbón vegetal datados mediante C14 en 12 400 a. C. (±160).
Al realizar los análisis de restos humanos completos del 5000 a. C. se encontró que los abrienses eran de una etnia diferente a los muiscas